# 13の月
『13の月』（じゅうさんのつき）は、2006年9月30日公開の日本映画。俳優池内博之の初監督作品である。シネマート六本木でのみ公開された。その後、2007年に水戸映画祭でも上映された。東京の会社を退職し12年ぶりに海辺の街に帰郷した吉岡佑と佑の先輩の恋人であり佑が故郷を去る原因となった村沢唯子、そして彼らを取り巻く人々のある夏の出来事を描く。

## キャスト
- 柏原崇：吉岡佑
- 大塚寧々：村沢唯子
- 津田寛治
- 斉藤陽一郎
- ジェイ・ウエスト
- 吉村美紀
- 朝香友紀
- 森岡龍
- 高杉亘
- ミッキー・カーチス
- 吉沢京子

## スタッフ
- 監督：池内博之
- 脚本：高橋美幸、横井健司、渡辺武
- 撮影：小松原茂
- プロデューサー：田所幸三、夏山昌一郎、渡辺武、石田守
- 企画：石田守、松島富士雄
- 製作：シネマパラダイス
- 制作：エクセレントフィルム
- 制作協力：楽映舎
- 主題歌：カミタミカ「まっすぐに」（ポニーキャニオン）
- 上映時間：104分

## ロケ地
池内の故郷、茨城県ひたちなか市でロケーション撮影が行われた。ひたちなか市立中央図書館などで撮影が行われた。

## 参考資料
- 「13の月」パンフレット（シネマパラダイス発行）